# Francisco Barreto Leme do Prado

Francisco Barreto Leme do Prado (Taubaté, 1704 – Campinas, 9 de abril de 1782) foi um bandeirante, fundador da Vila de São Carlos, hoje Campinas.

## Biografia

### Cidade natal

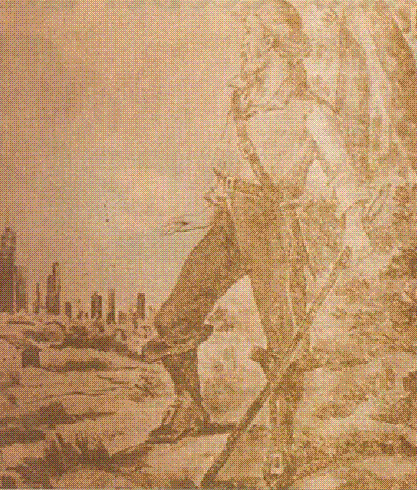
Ilustração de Barreto Leme

Segundo o historiador Benedito Otávio, Barreto Leme nasceu em Taubaté em 1704, filho de Pedro Leme Prado e Francisca de Arruda Cabral (descendente de Pedro Álvares Cabral). Há, porém, controvérsias sobre ele ser ou não taubateano, e o historiador Benedito Alípio Barros, em seu livro “Caçapava” (1955), defende que Leme nasceu em Caçapava Velha, na época pertencente ao município de Taubaté, e usa como prova um documento de 23 de outubro de 1735, do batismo de Quitéria, filha de Barreto Leme, na igreja  Nossa Senhora D’Ajuda de Caçapava . Caçapava só se emancipou em 1855. O historiador campineiro Benedito Barbosa Pupo também defende Caçapava Velha como a cidade natal de Barreto Leme. Já o historiador taubateano José Bernardo Ortiz defende que Barreto nasceu em Taubaté, com base no livro “Monografia Histórica do Município de Campinas”, do historiador Theodoro de Souza Campos Jr.

### Fundação de Campinas
O Capitão Barreto Leme se casou em 1730, com Rosa Maria de Jesus Gusmão, filha de Miguel Garcia da Cunha e de Maria Gusmão. Mudou-se para a vila de Jundiaí, fundando a povoação que foi tornada freguesia em 1773, com uma capela de Nossa Senhora da Conceição das Campinas, pertencente então a Jundiaí, sob o nome Campinas de Mato Grosso. Quando da criação da freguesia, o pequeno povoado contava com 51 famílias e 854 pessoas. Em 1774, o governador, D. Luís António de Sousa Botelho Galvão, nomeou Barreto Leme fundador da Freguesia, a qual teve o foro de vila em 1797 com o nome de Vila de São Carlos e foi elevada a cidade em 1842 com o nome de Campinas. Assim sendo ele fundador de Campinas.

### Morte
Barreto Leme faleceu aos 78 anos, no dia 9 de abril de 1782 e foi sepultado na Igreja Matriz da Freguesia, no local onde hoje se encontra a Basílica do Carmo. Deixou 11 filhos,

## Homenagens
- A Rua Barreto Leme, em Campinas, homenageia o seu fundador,[6] com 2,6 mil metros, e foi batizada com este nome em 1869 pela Câmara Municipal. Leme morou nessa rua, mas sua casa já não existe mais.
- Taubaté, considerada sua cidade natal, possui uma avenida com o nome Barreto Leme.
- Caçapava, que reivindica Barreto Leme como caçapavense, tem uma rua com seu nome.
- No distrito de Joaquim Egídio, em Campinas, há uma escola com o nome de Barreto Leme.

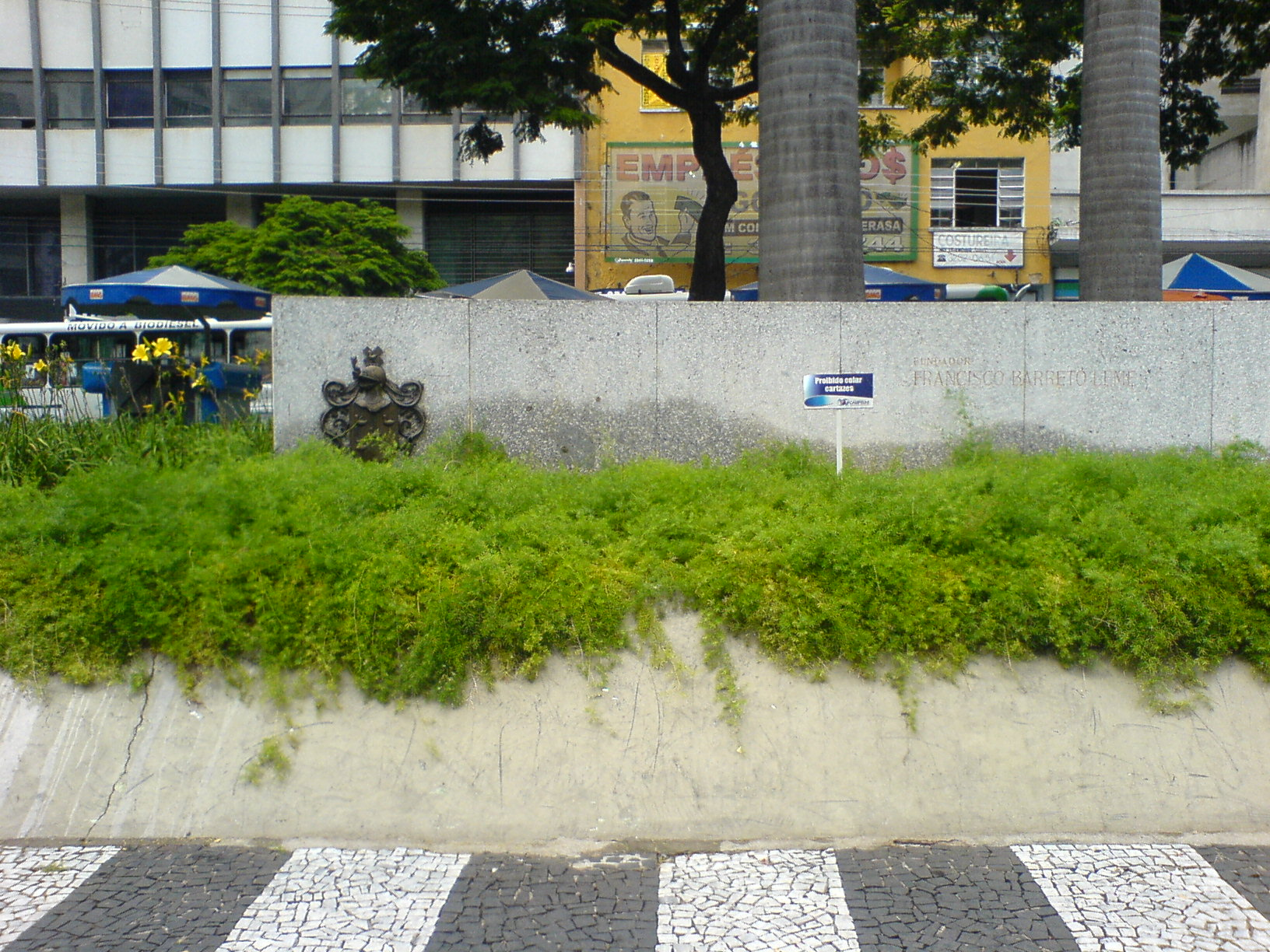
Monumento em homenagem ao fundador de Campinas, na praça Guilherme de Almeida
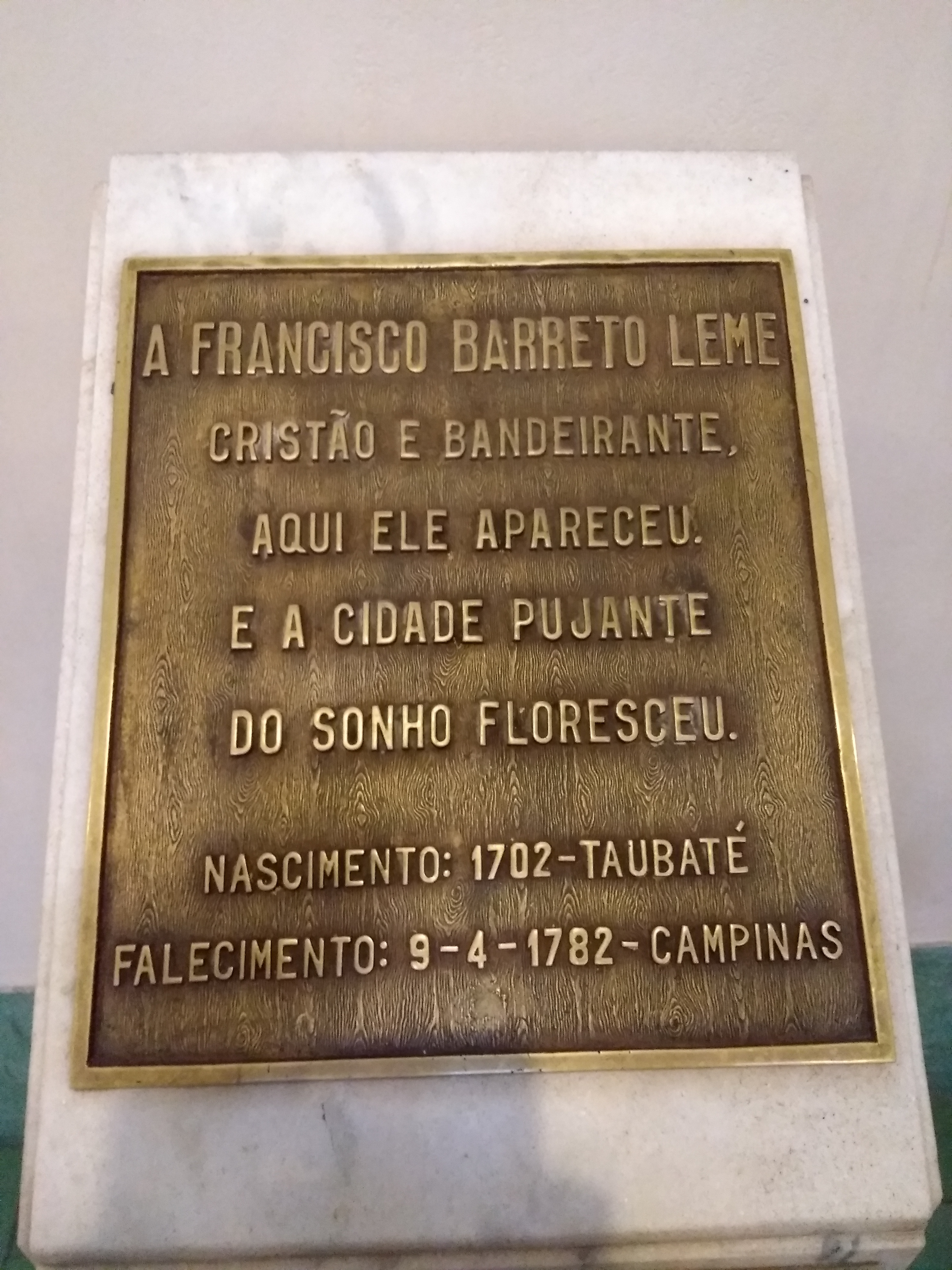
Placa em homenagem a Barreto Leme, na igreja em que encontra-se sepultado.
Efígie de Barreto Leme feita por Lelio Coluccini

## Rereferências
1. ↑  «Pouso de bandeirante é origem da cidade». Folha de São Paulo. 14 de julho de 2001. Consultado em 16 de agosto de 2025. Segundo o texto, Barreto Leme era vereador da Vila de Jundiaí durante o processo de fundação da freguesia que originou a cidade de Campinas
2. ↑  Apontamentos sobre a história da cidade, Caçapava
3. 1 2  Campinas 221. [S.l.]: Campinas: Correio Popular
4. ↑  Pró-Memória de Campinas
5. ↑  Genealogia Paulistana, p. 13
6. ↑  Rua Barreto Leme